# Psicologia do pensamento
A psicologia do pensamento (em alemão:  Denkpsychologie) é o ramo da psicologia, que teve seu início na Escola de Würzburg, e que pertence à psicologia geral.
No início do século 20 Oswald Külpe iniciou o grupo de pesquisa em Würzburg, de onde é derivado também o nome "Escola de Würzburg". Esta escola,  juntamente com a psicologia da Gestalt, desenvolveu uma elaborada psicologia do pensamento.
A psicologia do pensamento trata do estudo científico do pensamento, incluindo três áreas principais:
1. Resolução de problemas
2. Raciocínio lógico e
3. Formação de conceitos

Além desses, o raciocínio indutivo também é pesquisado pela psicologia do pensamento.
Entre os representantes da psicologia do pensamento  pode-se mencionar: Karl Duncker, Oswald Külpe, Narziß Ach, Wilhelm Wundt, Karl Buhler e Max Wertheimer.

## Métodos de pesquisa científica
- Introspecção
- Pensamento em voz alta
- Tarefas de operacionalização (por exemplo, Torre de Hanói).